# Kocham cię, kochanie moje
Kocham cię, kochanie moje – siódmy z kolei singiel zespołu Maanam wydany w kwietniu 1983 roku. Utwór czterokrotnie znalazł się na pierwszym miejscu listy przebojów programu trzeciego, na której spędził 21 tygodni. Jest to jeden z największych, najpopularniejszych i jeden z najbardziej rozpoznawalnych przebojów tego zespołu. Evergreen stał się wizytówką Maanamu zaraz po premierze. Piosenka znalazła się na następujących płytach:
- Live (1986)
- The Best of Kora & Maanam Volume II (1991)
- The Singles Collection (1991)
- Maanamaania (1993)
- Ballady (1993)
- Złota kolekcja: Kocham cię kochanie moje (2000)
- Gold (2000)
- Single (płyta z boxu Simple Story)
- Paranoja jest goła (2005)
- Maanam (2005) (płyta dołączona do tygodnika Tina)
- Metamorfozy (2008) (projekt Kory i duetu 5th Element)
- The Rest of Maanam (suplement do boxu Simple Story)
- Kora – specjalnie dla Pani (2014)

Na stronie B zamieszczone zostało nagranie „Elektro Spiro kontra Zanzara”, wydane także na płycie Totalski No Problemski (1984) w wersji koncertowej i na The Singles Collection (1991).
Pierwotne wersje tekstów obu utworów ukazały się w tomiku prywatnych zapisków Kory Miłość zaczyna się od miłości, jako fragment listu z 1983 roku do jej siostry Anny Kubczak..
W 2010 polski muzyk Stachursky zamieścił swoją interpretację piosenki na cover-albumie pt. Wspaniałe polskie przeboje 2 (2010).

## Skład
- Kora – śpiew
- Marek Jackowski – gitara
- Ryszard Olesiński – gitara
- Bogdan Kowalewski – gitara basowa
- Paweł Markowski – perkusja

Kamil Sipowicz o piosence:

„Do dziś nie wiadomo, o kim myślała Kora pisząc tekst do największego przeboju Maanamu "Kocham Cię kochanie moje". "Elektro spiro.." to włoska nazwa elektrycznej spiralki przeciwko komarom. Kora wróciła z Włoch, z Festiwalu Teatralnego w Spoleto, gdzie w spektaklu Teatru Starego, w sztuce Witkiewicza "Mątwa" grała... Korę.”

{{Cytat}} Brakujące pola: treść. Przestarzałe pola: 1.